# Deutsche Einwanderung in Brasilien

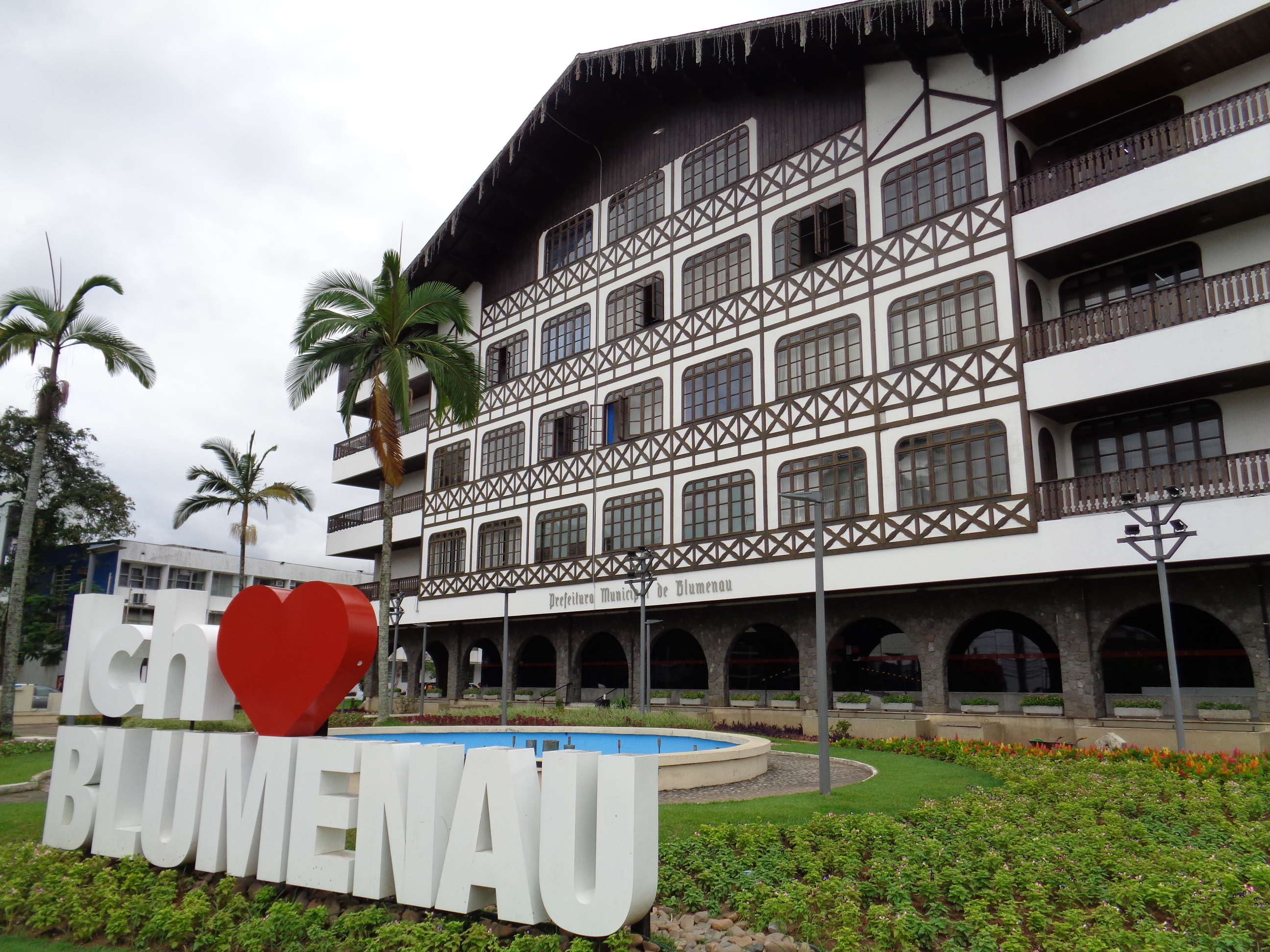
Blumenau ist eine Stadt mit einem starken Einfluss der deutschen Einwanderung.

Die deutsche Einwanderung in Brasilien fand ihren Höhepunkt im 19. und 20. Jahrhundert. Gründe für die Auswanderung nach Brasilien waren für viele Deutsche die sozialen und wirtschaftlichen Probleme in Deutschland und Europa. In der Auswanderung sahen viele von ihnen die Chance, der Not zu entkommen. Seit 1924 gilt der 25. Juli 1824 als „Tag der deutschen Einwanderung“. Heute haben etwa 10 Prozent der Brasilianer deutsche Vorfahren.

## Geschichte

Deutsche Einwanderer 1920 in Rio de Janeiro aus Nendingen (Württemberg)

Als erster Deutscher in Brasilien gilt der Astronom und Arzt Johannes Varnhagen, genannt Mestre João (Meister Johann), Navigator der Flotte von Pedro Álvares Cabral, die am 22. April 1500 Porto Seguro im Süden Bahias erreichte.
Ulrich Schmidel erkundete 1534 unter der Führung des spanischen Conquistador Pedro de Mendoza die Gebiete zwischen Buenos Aires und São Vicente im heutigen brasilianischen Bundesstaat São Paulo.
Hans Staden (1525–1576) aus Homberg war als Soldat für die portugiesische Krone in Brasilien und verfasste das erste Buch in deutscher Sprache über Brasilien.

### Gründe für die Einwanderung
Verschiedene Motive trugen dazu bei, dass viele Deutsche ihre Heimat verließen und nach Brasilien auswanderten. Da es sich um regelrechte Einwanderungswellen handelte, kann man davon ausgehen, dass es Gründe gab, die vielen Auswanderern gemeinsam waren. Vorrangig war dies der Wunsch, wirtschaftlichen und politischen Problemen zu entfliehen und in der neuen Heimat bessere Lebensbedingungen zu haben oder sich zu erarbeiten. Auch persönliche Motive spielten eine Rolle.
Zu Beginn des 19. Jahrhunderts fanden wichtige wirtschaftliche Entwicklungen statt. In den Städten schritt die Industrialisierung in verstärktem Maße voran und verlangte spezialisierte Arbeitskräfte. Dies trieb viele Handwerker und Arbeiter aus kleinen Betrieben in den Ruin. Aufgrund der persönlichen Lage mussten sich die freigewordenen Arbeiter mit jeder verfügbaren Stelle zufriedengeben und standen deshalb für die aufkommende Industrie als billige Arbeitskräfte zur Verfügung.
Der Ausbruch des indonesischen Vulkans Tambora im April 1815 verursachte das Jahr ohne Sommer 1816, in dem es vielerorts Missernten, Preissteigerungen, Hungersnöte und Seuchen gab.
In Südwestdeutschland war im ersten Viertel des 19. Jahrhunderts die Bevölkerung vergleichsweise stark angewachsen. Die Bevölkerungsexplosion führte im Rahmen der Realteilung in den 1820er Jahren bereits zu einer zunehmenden Zersplitterung des Grundbesitzes der bäuerlichen Bevölkerung. Auch die Überbesetzung verschiedener Handwerksberufe machte sich bemerkbar. Auf der Suche nach Arbeit zog man ebenfalls in die Städte (Landflucht) und erhöhte die Zahl der Proletarier.

### Erste Einwanderungswelle (1817–1830)
Als 1817 die österreichische Erzherzogin Leopoldina den brasilianischen Thronfolger Dom Pedro I heiratete, zogen mit ihr deutsche Künstler, Handwerker und Wissenschaftler in das Land. Im folgenden Jahr kamen zahlreiche Landarbeiter in den Agrarkolonien Leopoldina und São Jorge dos Ilhéus im Bundesstaat Bahia an.
Im Jahr 1818 organisierte Georg Anton Schäffer für eine Gruppe von 20 Deutschen, die ihre Heimat verlassen wollten, die Überfahrt nach Brasilien. Dieser Schäffer-Gruppe wurden Ländereien in Bahia gewährt. Sie gründeten die Siedlung Frankenthal, die erste deutsche Siedlung in Brasilien.
1820 wurde im Bundesstaat Rio de Janeiro die Stadt Nova Friburgo gegründet. Dom João VI (von 1816 bis 1822 König von Brasilien) versuchte gezielt, neue deutsche Einwanderer anzuziehen. Im September 1822 entsandte die brasilianische Regierung Schäffer nach Deutschland, um Kolonisten und Söldner anzuwerben. Er kam 1823 als Bevollmächtigter des neuen Kaisers Dom Pedro I von Brasilien und besuchte die Hansestädte sowie Frankfurt am Main und zahlreiche deutsche Höfe. Diese Mission startete die erste große deutsche Auswanderungswelle nach Brasilien. Vor allem Menschen aus dem Hunsrück, den nördlichen und westlichen Teilen des heutigen Saarlandes und der Westpfalz ließen sich von den Agenten Schäffers anwerben. Im Jahr 1830 ging die erste Einwanderungswelle der deutschen Einwanderung in Brasilien zu Ende.

### Zweite Einwanderungswelle (1845–1847)
Erst 15 Jahre später folgte die zweite Auswanderungswelle. Von 1831 bis 1840 erschüttern mehrere Unruhen Brasilien, was zum rapiden Rückgang der Einwanderungen beitrug. Kaiser Dom Pedro II wurde am 23. Juli 1840 mit 14 Jahren vorzeitig für volljährig erklärt. Im darauffolgenden Jahr wurde er zum Kaiser von Brasilien gekrönt. Unter seiner Regentschaft kam es zu zahlreichen Gründungen neuer Kolonien sowie 1845 der erweiterte Ausbau der Stadt Petrópolis.
Die 1840er Jahre waren europaweit durch Teuerung, Missernten und eine gewisse soziale Unruhe geprägt. Vor allem in den Notjahren 1846/47 zogen Hunderte von Familien aus der Pfalz und dem Hunsrück in den Süden Brasiliens. Die Stadt Blumenau wurde 1850 von deutschen Einwanderern unter Leitung von Hermann Blumenau in der damaligen Provinz Santa Catarina gegründet. Als brasilianischer Generalkonsul für Preußen in Berlin förderte Johann Jakob Sturz die deutsche Auswanderung nach Brasilien.

### Dritte Einwanderungswelle (1855–1865)
Eine dritte Einwanderungswelle folgte zwischen 1855 und 1865.

## Deutsche Siedlungen

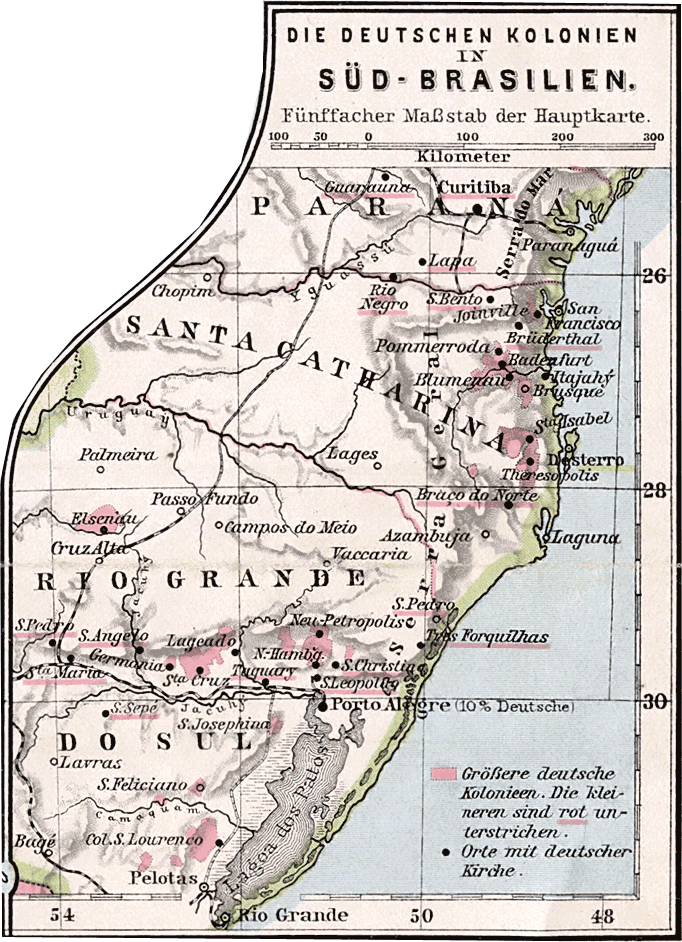
Deutsche Kolonien in Südbrasilien 1905

Die deutschen Einwanderer gründeten Kolonien und ließen sich dort gemeinsam nieder. Die Kolonien waren in Grundstücke unterteilt, die die Einwanderer oftmals von der Regierung geschenkt bekamen, um die Kolonisierung zu fördern. In anderen Fällen wurden die jeweiligen Ländereien von einzelnen Personen oder den Kolonialgesellschaften verkauft.
Zu Beginn der Migrationsbewegungen entstanden neue Auswanderersiedlungen in der Umgebung der ersten deutschen Kolonie São Leopoldo. Nach einiger Zeit wurden neue Siedlungen auch weiter im Landesinneren gegründet. Weil die Gebiete abseits der Küste nur schlecht in die bestehende Infrastruktur eingegliedert waren, suchten die Auswanderer strategisch günstige Orte, um neue Kolonien zu errichten, etwa in der Nähe großer Flüsse. Das Wasser wurde für die Bewirtschaftung der Felder verwendet, und die produzierten Güter konnten anschließend kostengünstig verschifft werden.
Der Brasilien-Forscher Lothar Wieser hat 1990 in seiner Dissertation aufgezeigt, dass der Erste Weltkrieg für die Deutschen in Südbrasilien ein tiefer Einschnitt war. Sprachen sie bis dahin in den deutschen (Turn-)Vereinen und Kirchen Deutsch, so wurde nun Deutschland differenziert betrachtet und in Kirche und Verein immer mehr Portugiesisch gesprochen.
| Gemeinde                    | Gründung | Herkunft der Kolonisten                                                       |
| --------------------------- | -------- | ----------------------------------------------------------------------------- |
| Nova Friburgo (RJ)          | 1823     | Rheinland, Sachsen, Böhmen, Schweiz                                           |
| São Leopoldo (RS)           | 1824     | Hunsrück, Sachsen, Württemberg, Sachsen-Coburg                                |
| São Pedro de Alcântara (SC) | 1829     | Moselregion, Eifel, Hunsrück                                                  |
| Rio Negro (PR)              | 1829     | Trier, Bukowina, Bayern, Luxemburg                                            |
| Petrópolis (RJ)             | 1843     | Kastellaun, Mosel, Bingen, Nassau, Ingelheim, Wörrstadt, Darmstadt, Rheinland |
| Santa Isabel (ES)           | 1847     | Hunsrück, Pommern, Rheinland, Preußen, Sachsen                                |
| Santa Cruz (RS)             | 1849     | Rheinland, Hunsrück, Großherzogtum Baden, Pommern, Schlesien                  |
| Blumenau (SC)               | 1850     | Pommern, Holstein, Hannover, Braunschweig, Sachsen                            |
| Joinville (SC)              | 1851     | Pommern, Preußen, Oldenburg, Schleswig-Holstein, Hannover, Schweiz            |
| Curitiba (PR)               | 1851     | Deutsche aus Osteuropa, insb. Wolgadeutsche                                   |
| Santo Ângelo (RS)           | 1857     | Rheinland, Sachsen, Pommern                                                   |
| São Lourenço do Sul (RS)    | 1857     | Pommern, Rheinland                                                            |
| Santa Leopoldina (ES)       | 1857     | Pommern, Rheinland, Preußen, Sachsen                                          |
| Nova Petrópolis (RS)        | 1859     | Pommern, Sachsen, Böhmen                                                      |
| Brusque (SC)                | 1860     | Baden, Oldenburg, Rheinland, Pommern, Schleswig-Holstein, Braunschweig        |
| Pomerode (SC)               | 1861     | Pommern                                                                       |
| Teutônia (RS)               | 1868     | Westfalen                                                                     |
| São Bento do Sul (SC)       | 1873     | Böhmen, Bayern, Österreich, Preußen, Sachsen                                  |
| Lapa (PR)                   | 1877     | Bukowina, Wolgadeutsche                                                       |
| Palmeira (PR)               | 1878     | Wolgadeutsche                                                                 |
| Ponta Grossa (PR)           | 1878     | Wolgadeutsche                                                                 |
| Ivaí (PR)                   | 1907     | Deutsche, Österreich                                                          |
| São Vendelino (RS)          |          | Saarland                                                                      |
| Treze Tílias (SC)           | 1933     | Österreich                                                                    |
| Guarapuava (PR)             | 1951     | Donauschwaben                                                                 |

## Österreichische Einwanderung in Brasilien
Die erste Auswanderungswelle von der österreichischen Monarchie nach Brasilien erfolgte Mitte des 19. Jahrhunderts infolge der Industrialisierung. Dabei handelte es sich vor allem um Angehörige der Landbevölkerung, die wegen der Aufhebung der Grunduntertänigkeit verschuldet waren. Die Weltwirtschaftskrise von 1873 kurbelte die Auswanderung in den besonders betroffenen Gebieten (Oberösterreich, Böhmen, Steiermark) weiter an.
Brasilien förderte die Auswanderung durch Anwerbung von Arbeitskräften. Im Kronland Galizien und der Bukowina, das „Armenhaus“ der Monarchie, lösten die Agenten das sogenannte „brasilianische Fieber“ aus, eine Massenauswanderung zwischen 1881 und 1910. Galizier ließen sich in Paraná und Rio Grande do Sul nieder, arbeiteten auf den Kaffeeplantagen São Paulos oder im Eisenbahnbau.
Die größte Auswanderungswelle nach Brasilien erfolgte in der Zeit der Ersten Republik, vor allem zwischen 1919 und 1927. Damals war Brasilien nach den USA und Argentinien das wichtigste Aufnahmeland von österreichischen Auswanderern. Der Großteil, vor allem arbeitslos gewordene Offiziere und ab 1925 entlassene Staatsbeamte sowie Industriearbeiter, verließ das Land aus sozioökonomischen Gründen.